# Лорис (Воклюз)
Лори́с (фр. Lauris) — коммуна во французском департаменте Воклюз региона Прованс — Альпы — Лазурный Берег. Относится к кантону Кадене.

## Географическое положение
Лорис расположен в 50 км к юго-востоку от Авиньона. Соседние коммуны: Пюйвер и Лурмарен на северо-востоке, Кадене на юго-востоке, Ла-Рок-д'Антерон на юге, Шарьеваль на юго-западе, Пюже и Мерендоль на западе.
Стоит в массиве Малого Люберона.

### Гидрография
К югу от коммуны расположена долина Дюранса. Территорию коммуны пересекает Эг-Брэн, впадающий здесь в Дюранс.

## Демография
Население коммуны на 2010 год составляло 3655 человек.
| 1962 | 1968 | 1975 | 1982 | 1990 | 1999 | 2010 |
| ---- | ---- | ---- | ---- | ---- | ---- | ---- |
| 1464 | 1558 | 1620 | 1810 | 2571 | 3106 | 3655 |

## Достопримечательности
- Замок де Лорис, реставрирован в 1733 году.
- Церковь Нотр-Дам-де-ла-Пюрификасьон-де-Лорис (1702—1711).
- Аббатство Сильвакан.
- Ателье Мишеля Гондине.